# Джуліан (Пенсільванія)
Джуліан (англ. Julian) — переписна місцевість (CDP) в США, в окрузі Сентр штату Пенсільванія. Населення — 146 осіб (2020).

## Географія
Джуліан розташований за координатами 40°51′41″ пн. ш. 77°56′34″ зх. д. / 40.86139° пн. ш. 77.94278° зх. д. (40.861484, -77.942857).  За даними Бюро перепису населення США в 2010 році переписна місцевість мала площу 0,38 км², уся площа — суходіл.

## Демографія
Згідно з переписом 2010 року, у переписній місцевості мешкали 152 особи в 59 домогосподарствах у складі 39 родин. Густота населення становила 396 осіб/км².  Було 65 помешкань (169/км²).
Расовий склад населення:
| - 99,3 % — білих - 0,7 % — корінних американців |

До двох чи більше рас належало 0,0 %. Частка іспаномовних становила 0,0 % від усіх жителів.
За віковим діапазоном населення розподілялося таким чином: 19,7 % — особи молодші 18 років, 56,0 % — особи у віці 18—64 років, 24,3 % — особи у віці 65 років та старші. Медіана віку мешканця становила 45,0 року. На 100 осіб жіночої статі у переписній місцевості припадало 111,1 чоловіків;  на 100 жінок у віці від 18 років та старших — 110,3 чоловіків також старших 18 років.
Середній дохід на одне домашнє господарство  становив 51 119 доларів США (медіана — 49 063), а середній дохід на одну сім'ю — 67 054 долари (медіана — 48 438). За межею бідності перебувало 13,0 % осіб, у тому числі 33,3 % дітей у віці до 18 років та 0,0 % осіб у віці 65 років та старших.
Цивільне працевлаштоване населення становило 109 осіб. Основні галузі зайнятості: освіта, охорона здоров'я та соціальна допомога — 29,4 %, виробництво — 12,8 %, будівництво — 11,9 %.